# Silvelane Oliveira
Silvelane da Silva Oliveira (Afonso Cláudio, 10 de junho de 1995) é uma jogadora de basquete paralímpica brasileira.

## Biografia e carreira
Oliveira é natural do distrito de Fazenda Guandu na cidade de Afonso Cláudio, no Espírito Santo. Aos 16 anos, ficou paraplégica por conta de uma bactéria que lhe atingiu a medula. Antes de se tornar cadeirante, ela já praticava futebol e basquete.
Ela representou o Brasil nos Jogos Paralímpicos do Rio 2016, no Campeonato Mundial de Basquete em Cadeira de Rodas de 2018, em Hamburgo, na Alemanha, nos Jogos Parapan-Americanos de Lima 2019, entre outros torneios. Foi convocada para os Jogos Parapan-Americanos de Toronto 2015, porém ela fraturou um dos braços às vésperas da competição e não pode participar.

## Principais conquistas
- 2017: Campeonato Sul-Americano – ouro[3]
- 2017: Copa das Américas – bronze[3]
- 2019: Jogos Parapan-Americanos – bronze[3]
- 2022: Copa América – bronze[3]